# Первен-Нур
Первен-Нур (калм. Пүрвән Нур) — исчезнувшее село в Приютненском районе Калмыкии. Находилось примерно в 40 км к юго-западу от Элисты.

## История
Село было основано во второй половине XIX века. По сведениям астраханского этнографа Иродиона Житецкого, в 1880-х в урочище Первен-Нур располагался центр Ульдючиновского аймака, состоявший из нескольких хат-мазанок и деревянного хурула, а также из ряда обычных войлочных кибиток степняков. До революции в Ульдючинах действовала аймачная школа, основанная зайсангом и нойоном Манычского улуса Гарей Балзановым. В 1912 году при аймачном правлении открыта Ульдючинская ссудо-сберегательная касса.
В середине 1920-х годов на Первен-Нуре возникает добровольное товарищество по совместному выпасу скота. В 1929 году организуются два колхоза — имени Хомутникова и «Гигант». Позже эти колхозы были преобразованы в коллективные хозяйства: имени Ленина и Калинина. Имя первого колхоза имени М. Калинина стал носить Первый Ульдючин.
После депортации калмыков село пришло в запустение. Последний раз отмечена на американской карте СССР 1950 года.